# Sadlinki

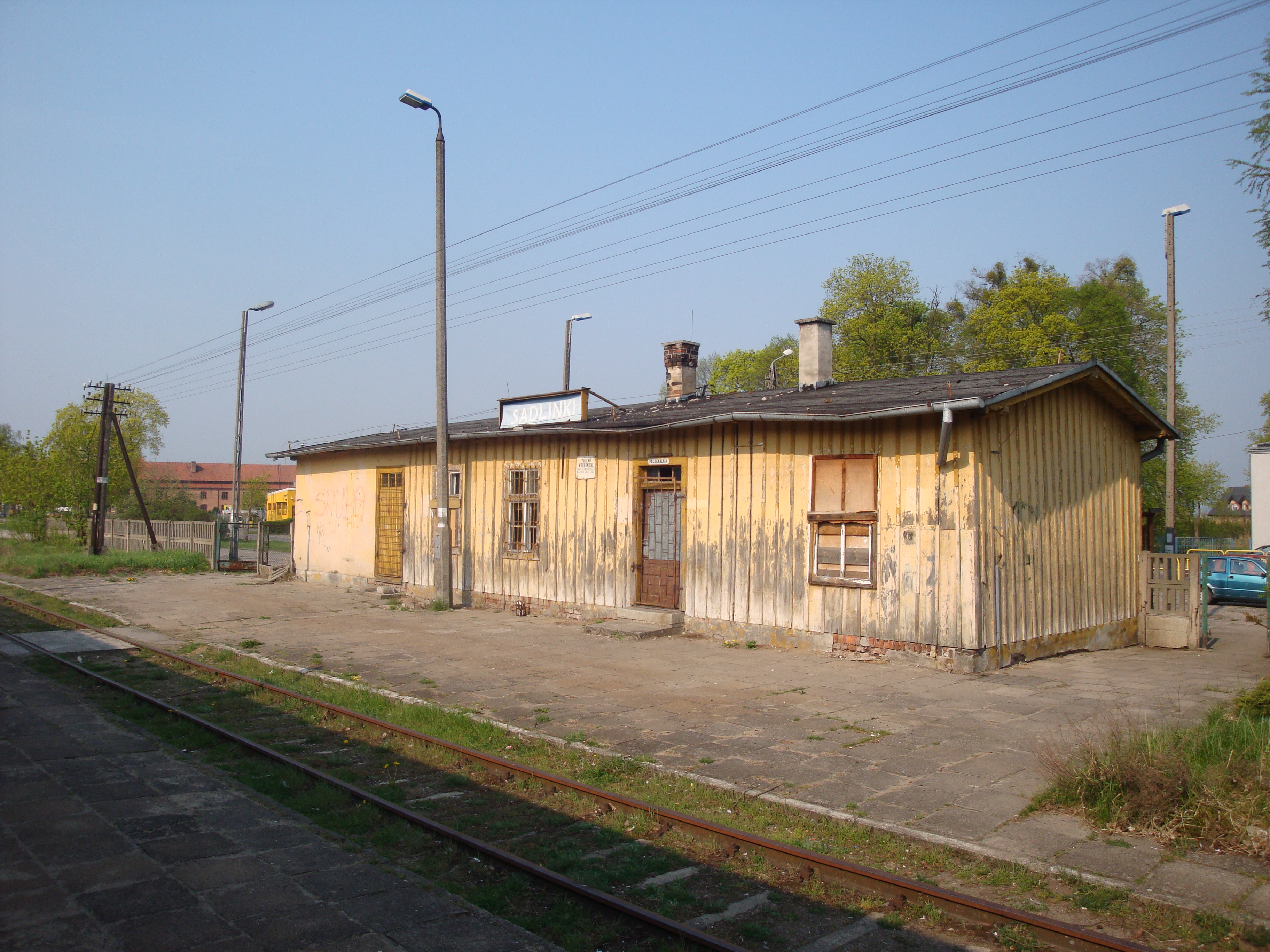
Sadlinki

Sadlinki (Duits: Sedlinen) is een dorp in het Poolse woiwodschap Pommeren, in het district Kwidzyński. De plaats maakt deel uit van de gemeente Sadlinki en telt 1785 inwoners.

## Verkeer en vervoer
- Station Sadlinki